# New Internationalist
New Internationalist (NI) est un magazine britannique engagé à gauche.
Il décrit lui-même comme « existant afin de rapporter sur les sujets de pauvreté mondiale et d'inégalité ; pour attirer l'attention sur les relations injustes entre les puissants et les impuissants dans le monde ; pour débattre et promouvoir les changements radicaux nécessaires afin de répondre aux besoins basiques de tous ; et de donner vie aux gens, aux idées et aux actions dans le combat pour la justice globale ».
Le magazine New Internationalist existe depuis plus de 40 ans et, en 2018, il était le plus grand magazine de ce type en circulation au Royaume-Uni. Il a remporté huit fois le prix Utne Independent Press pour la "meilleure couverture internationale", la dernière fois en 2013, et un prix Amnesty International UK Media Awards 2012 dans la catégorie des magazines grand public, et a été reconnu par les Nations unies pour sa "contribution exceptionnelle à la paix et au développement dans le monde".
En 2017, New Internationalist a organisé une offre d'actions communautaires dans laquelle 3 409 personnes ont investi 704 114 livres sterling pour créer une nouvelle [coopérative] multipartite appelée New Internationalist Co-operative. En mars de la même année, New Internationalist a publié le 500e numéro du magazine New Internationalist.